# Webster County (Georgia)
Webster County is een county in de Amerikaanse staat Georgia.
De county heeft een landoppervlakte van 543 km² en telt 2.390 inwoners (volkstelling 2000). De hoofdplaats is Preston.